# Clubiona heterosaca
Clubiona heterosaca là một loài nhện trong họ Clubionidae.
Loài này thuộc chi Clubiona. Clubiona heterosaca được miêu tả năm 1996 bởi Chang-Min Yin et al..